# Los 33
Los 33 es una película dramática sobre una historia chilena dirigida por la mexicana Patricia Riggen. Rodada en Colombia y Chile, fue estrenada el 6 de agosto de 2015 en Chile y el 13 de noviembre de 2015 en Estados Unidos. Está protagonizada por Antonio Banderas, Juliette Binoche, Mario Casas, Rodrigo Santoro, Juan Pablo Raba, James Brolin, Lou Diamond Phillips y Bob Gunton, Adele, entre otros. La película se rodó en Copiapó, Chile y Nemocón, Colombia, y el rodaje en Chile comenzó el 4 de febrero de 2014.
Se basa en la historia real de los 33 mineros chilenos que quedaron atrapados durante dos meses en una mina tras el derrumbe de la mina San José el 5 de agosto de 2010. En una ceremonia en el Palacio de La Moneda, el presidente Sebastián Piñera se reunió con el elenco de la película sobre los 33 mineros chilenos de la Región de Atacama.

## Trama
Está basada en un hecho real, la trascendental historia de los 33 mineros, que lucharon por sobrevivir a más de 700 metros bajo tierra, durante 69 días tras el derrumbe de la mina San José el 5 de agosto de 2010, mientras sus familias crean el campamento Esperanza en una forma de insistir en el rescate de los 33 mineros atrapados bajo tierra.

## Reparto
| Actor                              | Personaje               | Descripción |
| ---------------------------------- | ----------------------- | --- |
| Antonio Banderas                   | "Super" Mario Sepúlveda | Cara pública del grupo de mineros atrapados, los cuales hicieron registros diarios de video para asegurar al público que estaban bien.                           |
| Rodrigo Santoro                    | Laurence Golborne       | Ministro de Minería de Chile. |
| Juliette Binoche                   | María Segovia           | Hermana del minero Darío Segovia |
| James Brolin                       | Jeff Hart               | Perforador de pozos, experto en el T-130, supervisa la operación de perforación para salvar a los mineros.                                                       |
| Lou Diamond Phillips               | Luis "Don Lucho" Urzúa  | Capataz de turno, que tomó un papel principal mientras los mineros estaban atrapados y ayudó a hacer mapas más precisos de la cueva para los equipos de rescate. |
| Mario Casas                        | Alex Vega               | Minero atrapado, que padecía problemas renales e hipertensión.                                                                                                   |
| Gabriel Byrne                      | André Sougarret         | Ingeniero que ideó la operación de rescate. |
| Bob Gunton                         | Sebastián Piñera        | Presidente de Chile. |
| Paulina García                     | Isabel Pereira          | Asesora del presidente Piñera y rival de Golborne. |
| Adriana Barraza                    | Marta Salinas           | Esposa del minero Johnny Barrios. |
| Kate del Castillo                  | Katy Valdivia           | Esposa del minero Mario Sepúlveda. |
| Coté de Pablo                      | Jessica Salgado         | Esposa del minero Alex Vega. |
| Juan Pablo Raba                    | Darío Segovia           | Minero atrapado, operador de taladro e hijo de un minero. |
| Jacob Vargas                       | Edison "Elvis" Peña     | Minero atrapado, el líder de la canción de los mineros, quien solicitó que las canciones de Elvis Presley fueran enviadas a la mina.                             |
| Naomi Scott                        | Escarlette Sepúlveda    | Hija del minero Mario Sepúlveda. |
| Marco Treviño                      | José Henríquez          | Minero atrapado, pastor de los mineros, quien dirigió las oraciones diarias dentro del refugio.                                                                  |
| Alejandro Goic                     | Franklin Lobos          | Minero atrapado. |
| Cristián Campos                    | Hurtado                 | Ingeniero experto en taladros. |
| Jorge Diaz                         | Igor Proestakis         | Rescatista. |
| Elizabeth De Razzo                 | Susana                  | Amante del minero Johnny Barrios. |
| Óscar Núñez                        | Johnny Barrios          | Minero atrapado. |
| Ténoch Huerta                      | Carlos Mamani           | Minero atrapado. |
| Gustavo Angarita                   | Mario Gómez             | Minero atrapado. |
| Mario Kreutzberger «Don Francisco» | Él mismo                | |
| Leonardo Farkas                    | Él mismo                | |
| Tim Willcox:                       | Él mismo                | |

## Producción

### Preproducción

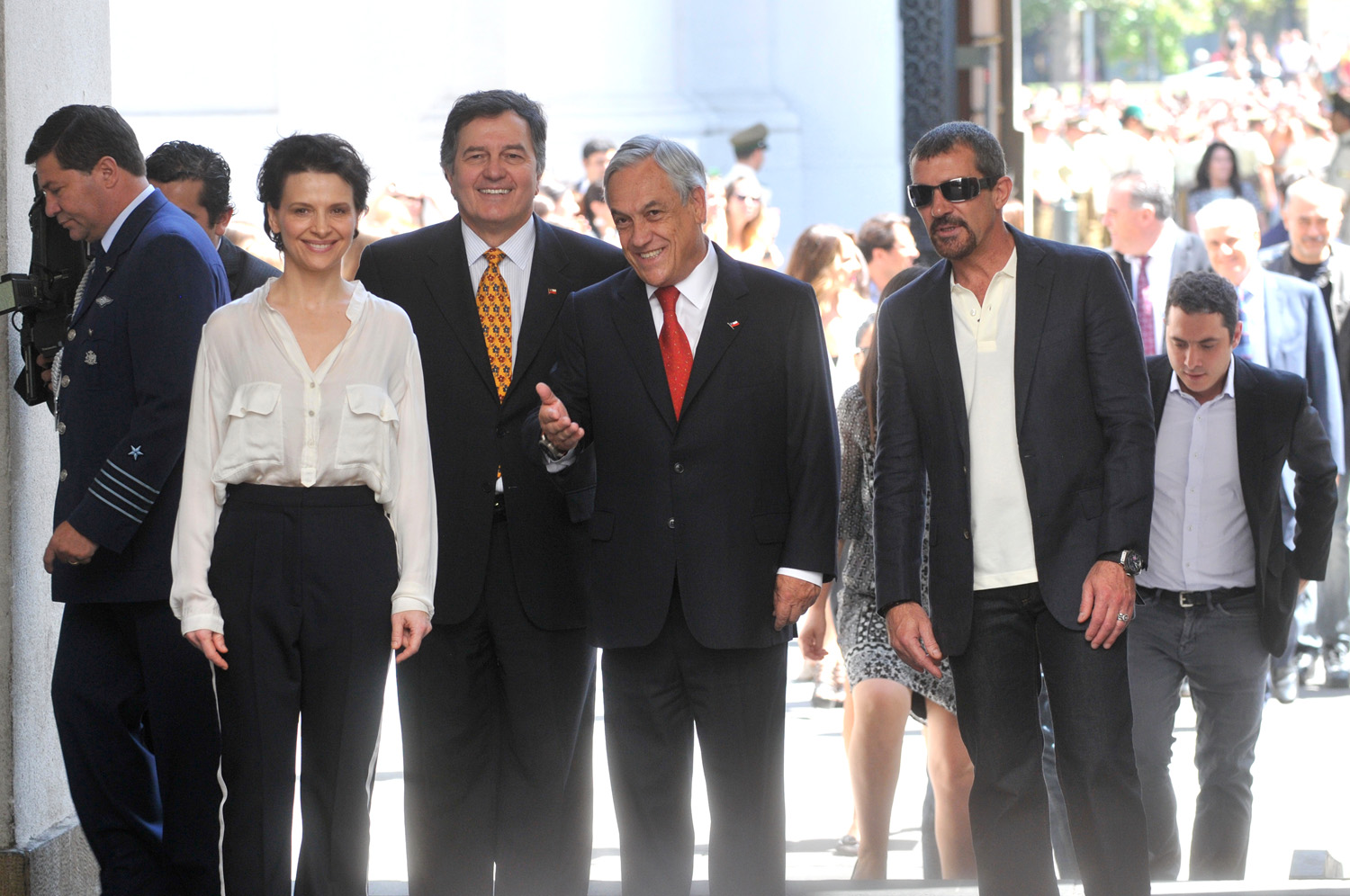
Los actores de la película en una visita y reunión con el entonces presidente de Chile Sebastián Piñera en el Palacio de La Moneda, Santiago de Chile.

Los actores que protagonizaron la película viajaron en un inicio a Colombia para instalar los elementos necesarios y recrear el lugar donde estaban los 33 mineros; luego de esto viajaron a Chile, específicamente al Palacio de La Moneda, que se encuentra en Santiago de Chile, donde a las afueras del Palacio los esperaban una gran cantidad de seguidores de los actores. El objetivo de este viaje era encontrarse con el presidente (Sebastián Piñera) y algunos de los mineros atrapados para tratar de entender mejor la historia y para conocerse mejor los actores con los personajes reales.
Una productora chilena solicitó mil extras para el rodaje de la película estadounidense “Los 33″, la producción del filme necesitaba los extras para recrear el campamento Esperanza que se levantó en las inmediaciones de la Mina "San José" que durante el transcurso de los días (70 días) se transformaría, no solo en una Metrópolis de familiares, sino que también se convertiría en punto neurálgico de las Operaciones de Rescate, apoyo y lanzadera de la prensa nacional chilena y mundial.

### Rodaje
La película comenzó a rodarse en diciembre de 2013 en la mina de Nemocón, en el centro de Colombia, bajo la dirección de la mexicano-estadounidense Patricia Riggen. El equipo de filmación se trasladó a finales de enero al norte de Chile para seguir con la producción, que comenzó el 4 de febrero de 2014. En un principio las grabaciones de los mineros bajo tierra serían en Colombia; luego las demás grabaciones, como por ejemplo el campamento Esperanza, serían rodadas en Chile específicamente en Copiapó, Tierra Amarilla.
La primera parte de la cinta se grabó en Colombia y los actores, entre los que también están el chileno Alejandro Goic y el irlandés Gabriel Byrne, se desplazaron al país latinoamericano para comenzar a rodar en Tierra Amarilla.

## Inspiración
En Chile el 5 de agosto de 2010, la historia de 33 mineros que quedaron atrapados durante dos meses en una mina tras el Derrumbe de la mina San José recorrió el mundo. Luego de pasar dos meses encerrados dentro de la Mina San José lograron salir de un increíble cautiverio. Fueron 69 días atrapados a 700 metros bajo tierra. En este lugar los mineros tenían que administrar su comida para los siguientes días que estuvieran atrapados.
Este caso es el que inspiró a la directora mexicana Patricia Riggen para su tercer largometraje, Los 33. Se programó el debut de la  cinta en los cines chilenos el 6 de agosto de 2015, siendo a un día posterior al aniversario Nº 5 del accidente. 32 mineros chilenos y uno boliviano quedaron atrapados en profundidades de una mina, 17 días después los mineros fueron encontrados con vida, y tras 33 días de perforaciones interrumpidos solo por problemas en la maquinaria, uno de los tres planes, el B, con la máquina Schramm T130 consiguió «romper fondo» a 623 metros de profundidad. Inmediatamente se comenzó a idear un «plan de encamisado» (entubamiento del ducto) y se decidió encamisar parcialmente la perforación.

## Reputación
Los 33 tuvo críticas por debajo del promedio. En Rotten Tomatoes, el filme tiene un rating de 43%, basado en 124 críticas, con un rating promedio de 5.5/10. El consenso del sitio dice: "Los 33 ofrece una cuenta apropriadamente inspiradora de heroísmo de la vida real, pero su conmovedora historia y sólidas performances son sovacadas por un foco defectuoso y una dependencia excesiva en la fórmula". En Metacritic, la película ha recibido un puntaje promedio ponderado de 55 de 100, basado en 31 críticas, indicando "evaluaciones mixtas o promedio". En CinemaScore, las audiencias le dieron al filme un grado promedio de "A–" en una escala de A+ a F.
Entre los críticos chilenos, Ana Josefa Silva le dio una evaluación mayormente positiva, diciendo que la película "emociona y entretiene", pero que el buen ritmo de la primera mitad se estanca; además elogió las actuaciones, pero criticó el uso de muchos clichés, como el del "jovencito de la película" (Golborne), el político "inhumano" (Piñera) o "la mujer latina aguerrida y 'chora'" (Segovia). Leopoldo Muñoz en Las Últimas Noticias sostuvo que "si bien la épica del rescate se observa gracias a la eficaz recreación, la agonía de los rescatados queda en deuda en la puesta en escena", y también hizo notar el estereotipo del héroe "joven y buenmozo". Andrés Nazarala en La Segunda la describió como "una cinta de catástrofe con mensaje de vida y vocación sentimental que no está dispuesta a renunciar a lugares comunes asociados a la imagen que Hollywood tiene de Hispanoamérica". Antonio Martínez en El Mercurio dio una evaluación negativa, criticando la ausencia de responsables de las precarias condiciones de trabajo de los mineros, aunque elogiando la recreación de la mina y de la catástrofe.